# Zamek w Nowym Mieście nad Metują
Zamek w Nowym Mieście nad Metują (czes. Zámek v Novém Městě nad Metují) – zabytkowy zamek w Nowym mieście nad Metują, w kraju hradeckim w Czechach.
Zamek stoi w miejscu wcześniejszej średniowiecznej twierdzy. Początkowo stanowił część miejskich fortyfikacji, jest jednak oddzielony od miasta wyraźną fosą. Pochodzi z XIV wieku, został jednak rozbudowany w XVI wieku przez Pernštejnów, a w XVII wieku przebudowany według planów Carla Lugara. Swój współczesny wygląd zawdzięcza kolejnej przebudowie dla nowych właścicieli – przemysłowców Jozefa i Cyrila Bartoňa z Dobenína na początku XX wieku. Przebudowy tej dokonano według planów Dušana Jurkoviča, który zaprojektował też zamkowy ogród z drewnianym mostem nad fosą.
W roku 1948 zamek skonfiskowano. Pozostawał własnością państwa aż do roku 1992, kiedy to zwrócono go rodzinie Bartoňów. Obecnie jest udostępniony zwiedzającym.
Od 2008 roku zamek posiada status narodowego zabytku kultury Republiki Czeskiej.
We frontonie portalu wejścia na dziedziniec znajduje się kartusz z herbami Franciszka Leopolda Leslie (1727-1774) i jego żony Luizy von Wallenstein (1734-1794).

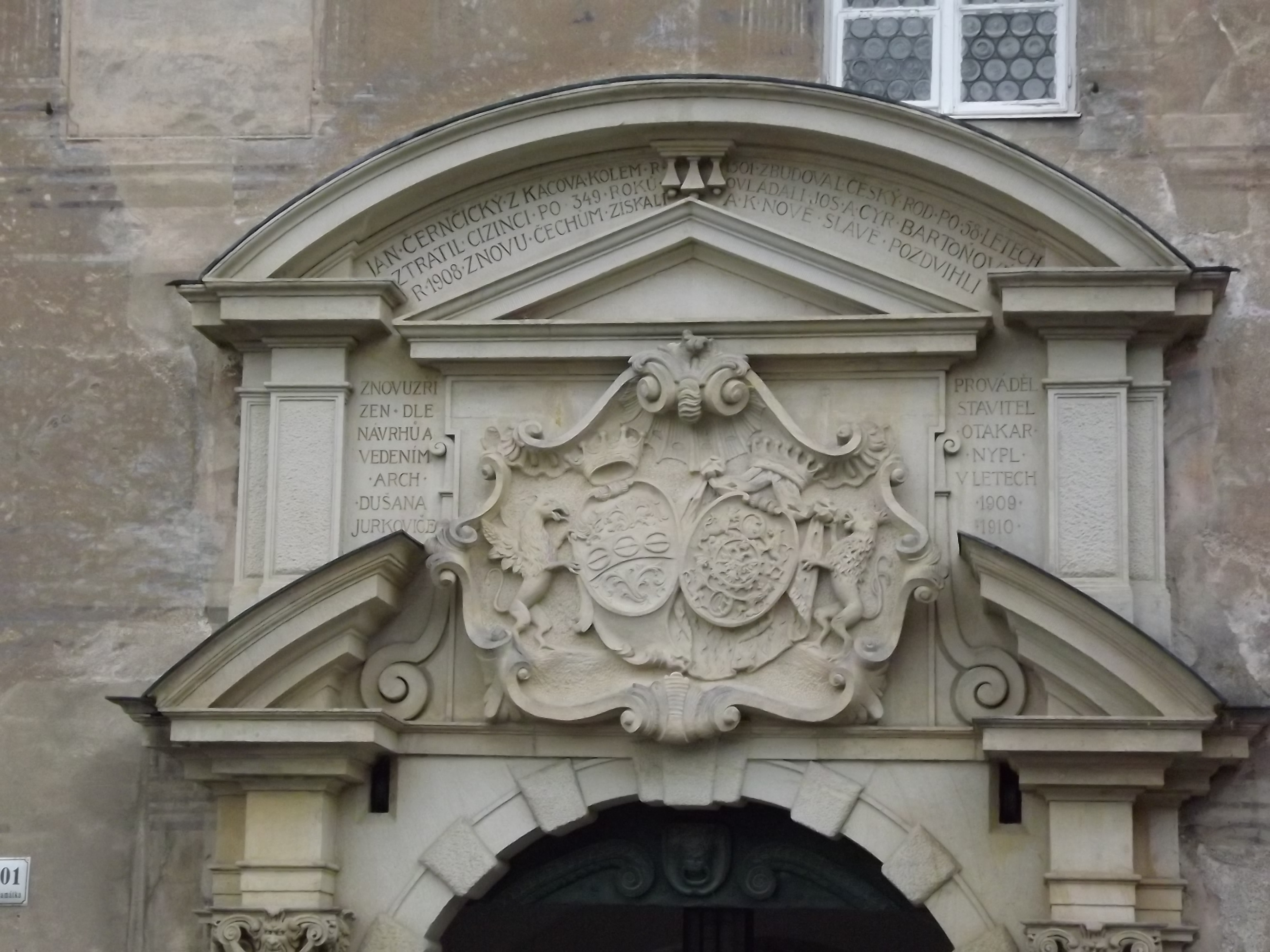
Herby Leslie i Wallenstein
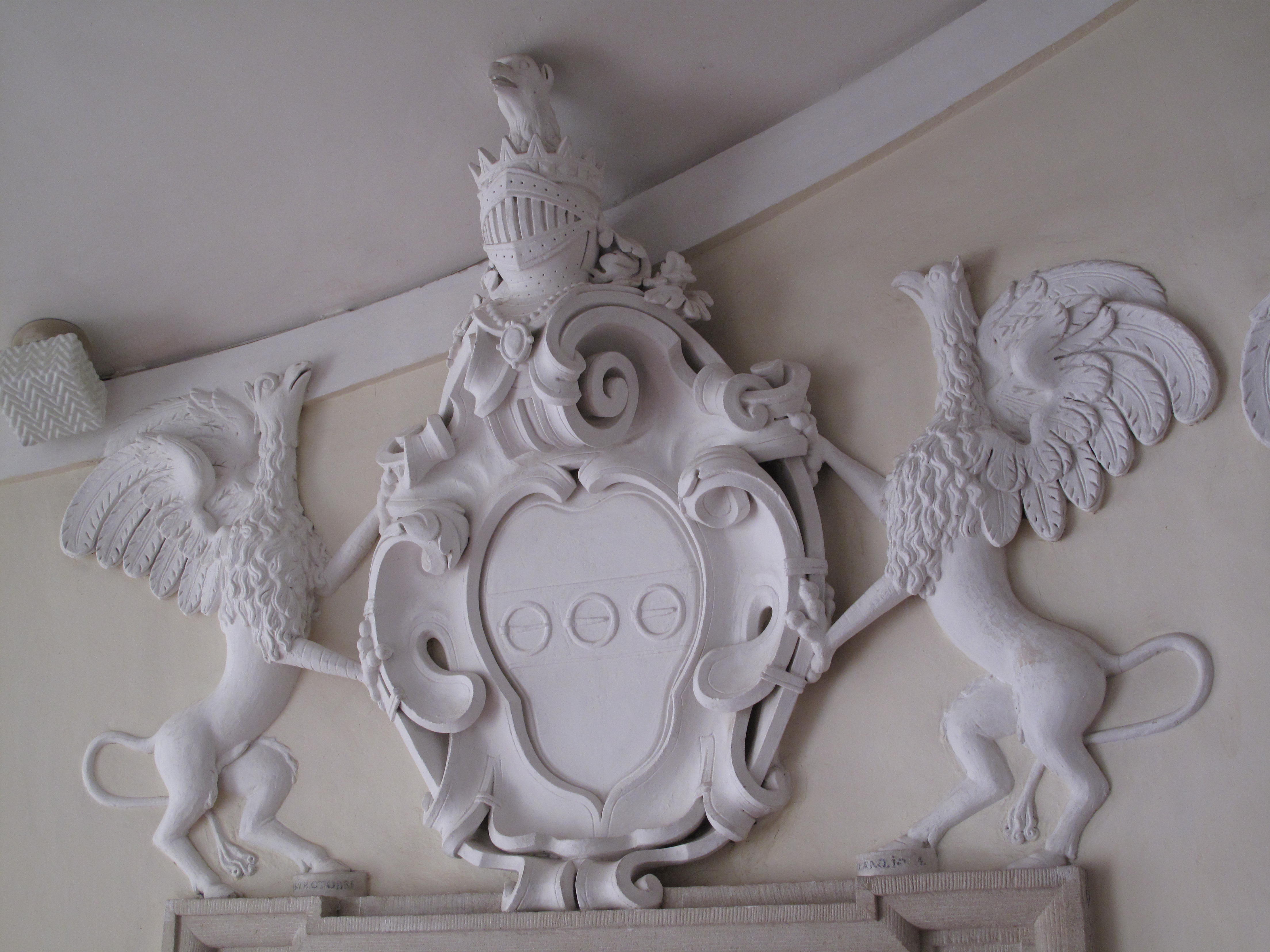
Herb Leslie
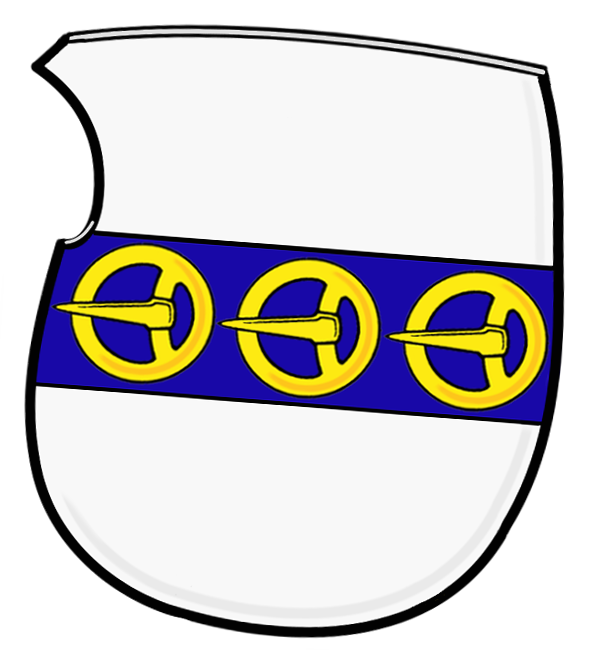
Herb Franciszka Leopolda Leslie
Herb Luizy Wallenstein, żony Franciszka
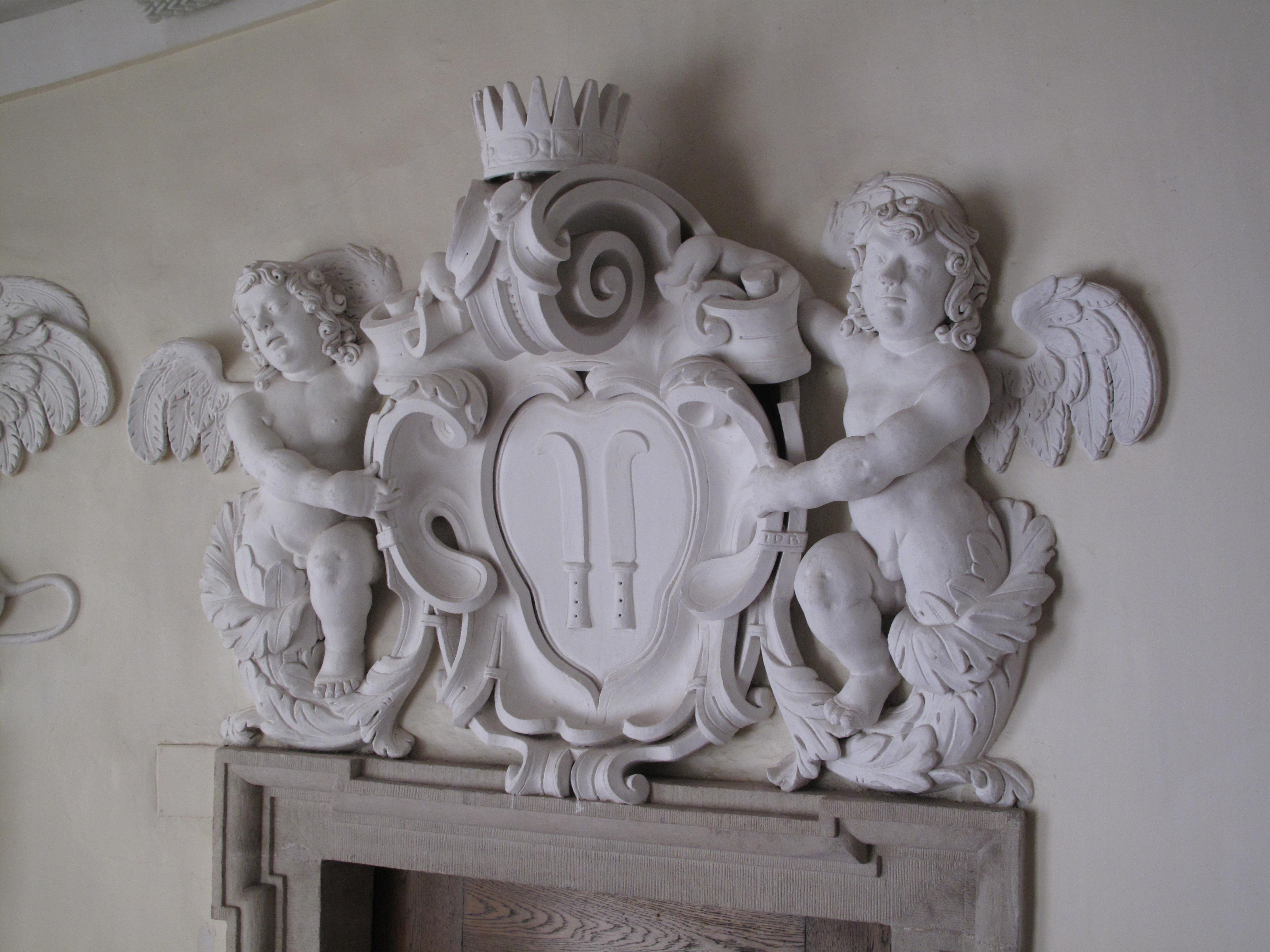
Herb von Dietrichstein
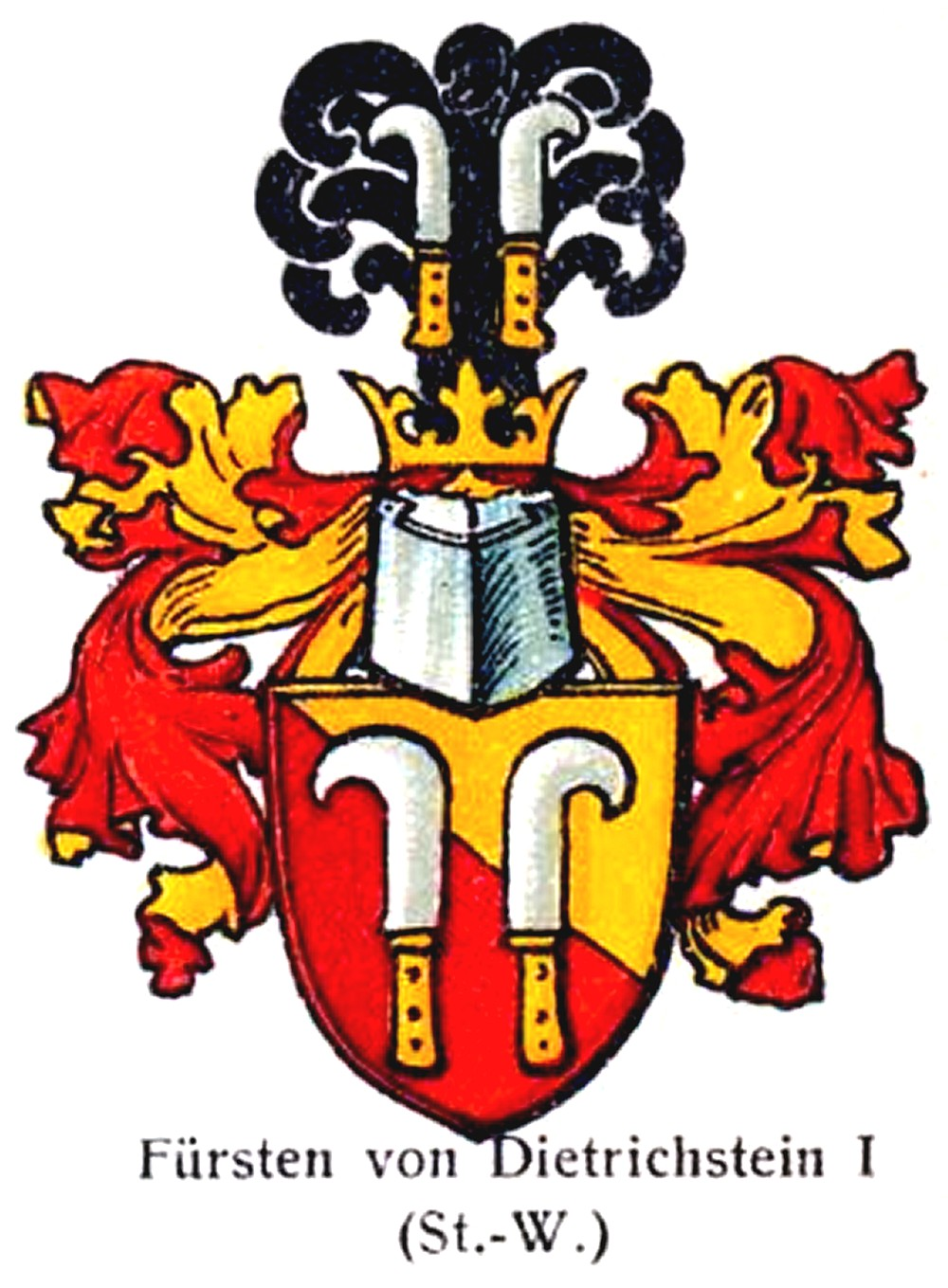
Herb von Dietrichstein